# Уфімцев Анатолій Гаврилович
Анато́лій Гаври́лович Уфі́мцев (11 травня 1914, Омськ, Російська імперія — 2 липня 2000, Костанай, Казахстан) — радянський шахіст і теоретик, один із розробників захисту Пірца-Уфімцева. Майстер спорту СРСР (1946).
Батько — штабс-капітан, артилерист, мати — вчителька музики.
Успішно грав у всесоюзних першостях ДСТ «Спартак»: 1949 — 1—2-ге м., 1950 — 3-тє місце. Учасник чемпіонату СРСР 1947 року, де посів — 13—15-те місця (виграв партії у Василя Смислова, Сало Флора та ін.). В інших першостях СРСР неодноразово доходив до півфіналу.
За освітою економіст-плановик. Більшість життя прожив у Казахстані (представляв Цілиноград), 11 разів ставав чемпіоном Казахстану із шахів.
З 1994 року почесний громадянин Костаная.
За життя він був удостоєний і персональної щомісячної стипендії Федерації шахів Республіки Казахстан у знак його видатних заслуг у розвитку шахів країни.